# Богінська Світлана Леонідівна
Світлана Богінська  (біл. Святлана Леанідаўна Багінская, 9 лютого 1973) — радянська і білоруська гімнастка, олімпійська чемпіонка. У 2022 році виступила проти російського вторгнення в Україну.

## Виступи на Олімпіадах
| Олімпіада      | Дисципліна        | Місце              |
| -------------- | ----------------- | ------------------ |
| Сеул 1988      | абсолютний залік  | 3                  |
| Сеул 1988      | командний залік   | 1                  |
| Сеул 1988      | вільні врави      | 2                  |
| Сеул 1988      | опорний стрибок   | 1                  |
| Сеул 1988      | різновисокі бруси | 5                  |
| Сеул 1988      | колода            | 5                  |
| Барселона 1992 | абсолютний залік  | 5                  |
| Барселона 1992 | командний залік   | 1                  |
| Барселона 1992 | вільні врави      | 1T (кваліфікація)  |
| Барселона 1992 | опорний стрибок   | 4                  |
| Барселона 1992 | різновисокі бруси | 10T (кваліфікація) |
| Барселона 1992 | колода            | 5                  |
| Атланта 1996   | абсолютний залік  | 14                 |
| Атланта 1996   | командний залік   | 6                  |
| Атланта 1996   | вільні врави      | 24T (кваліфікація) |
| Атланта 1996   | опорний стрибок   | 5                  |
| Атланта 1996   | різновисокі бруси | 64 (кваліфікація)  |
| Атланта 1996   | колода            | 27 (кваліфікація)  |